# Nothing Compares 2 U
Nothing Compares 2 U, читается как Nothing Compares to you (с англ. — «Ничто не сравнится с тобой») — баллада, написанная американским певцом и композитором Принсом и получившая популярность в 1990 году в исполнении ирландской певицы Шинейд О’Коннор. По результатам опроса, проведённого английским продюсером Дэвидом Кингом, песня стала пятой в списке самых депрессивных песен всех времён.

## История песни
Песня была написана и записана Принсом в 1984 году на собственной студии Flying Cloud Drive Warehouse, располагавшейся в городе Иден-Прери, при участии Сюзанны Мелвойн и Пола Петерсона (бэк-вокал) и Эрика Лидса (саксофон), однако не была издана вплоть до 2018 года.
Впоследствии Принс использовал её для своей сайд-проектной фанк-группы «The Family», которая записала и выпустила балладу в 1985 году на своём первом альбоме, названном так же, как группа — The Family. Примечателен тот факт, что Принс, написав семь из восьми песен альбома, передал авторские права на них участникам группы, однако за исключением «Nothing Compares 2 U». В исполнении «The Family» песня осталась незамеченной.
В 1989 году Шинейд О’Коннор записала кавер-версию песни и выпустила её в виде сингла. Песня приобрела всемирную популярность, возглавив хит-парады пятнадцати стран. Вскоре вышедший альбом I Do Not Want What I Haven’t Got, на котором также имелась эта баллада, в свою очередь возглавил хит-парады многих стран, в том числе США и Великобритании
Во Франции на песню был снят видеоклип получивший мировую известность. Съемки проходили в парке Сен-Клу в одноимённом городке департамента О-де-Сен к западу от Парижа.
После успеха песни Принс также начал исполнять её на концертах. Песня вошла в его концертные альбомы 1993 и 2002 годов, а также выпущена на сборнике Originals 2019 года; для песни был смонтирован видеоклип из архивных записей «Prince & The Revolution».

## Трек-лист сингла
- 7" сингл

1. «Nothing Compares 2 U» — 5:08
2. «Jump in the River» — 4:13

- Макси CD

1. «Nothing Compares 2 U» — 5:08
2. «Jump in the River» — 4:13
3. «Jump in the River» (instrumental) — 4:04

## Чарты и продажи и регалии

### Чарты
| Чарт                                     | Позиция position |
| ---------------------------------------- | ---------------- |
| Австралия (ARIA Charts)                  | 1                |
| Австрия (Ö3 Austria Top 75)              | 1                |
| Бельгия (Ultratop 50 Flanders)           | 45               |
| Бельгия (Ultratop 40 Wallonia)           | 3                |
| Канада (Canadian Adult Contemporary RPM) | 1                |
| Канада (Top Singles RPM)                 | 1                |
| Дания (Tracklisten)                      | 19               |
| Франция (SNEP)                           | 5                |
| Германия (Media Control Charts)          | 1                |
| Ирландия (Irish Singles Chart)           | 1                |
| Нидерланды (Mega Single Top 100)         | 1                |
| Новая Зеландия (RIANZ)                   | 1                |
| Норвегия (VG-lista)                      | 1                |
| Польша (Polish Airplay Chart)            | 1                |
| Швеция (Sverigetopplistan)               | 1                |
| Швейцария (Schweizer Hitparade)          | 1                |
| Великобритания (UK Singles Chart)        | 1                |
| США (Billboard Adult Contemporary)       | 2                |
| США (Billboard Alternative Songs)        | 1                |
| США (Billboard Hot 100)                  | 1                |

Песня стала наиболее успешно продававшимся синглом 1990 года в Австралии и Дании, вторым в Австрии и Великобритании, а в США — третьим. Сингл достиг 61 места в Великобритании и 82 места в США в списке наиболее удачно продававшихся синглов за десятилетие.

### Сертификация
| Страна         | Статус     | Год  | Рубеж проданных копий для статуса |
| -------------- | ---------- | ---- | --------------------------------- |
| Австрия        | Платиновый | 1990 | 30 000                            |
| Германия       | Золотой    | 1990 | 250 000                           |
| Швеция         | Платиновый | 1990 | 50 000                            |
| Великобритания | Платиновый | 1990 | 600 000                           |
| США            | Платиновый | 1990 | 1 000 000                         |

### Регалии
- Журнал Rolling Stone отвёл песне 132 место в списке 500 величайших песен (позднее песня переместилась на 165 место). При этом только две песни из 1990-х заняли более высокие позиции;
- Журнал Billboard ставит песню на 77 место среди величайших песен всех времён;
- По версии VH1 Classic песня занимает второе место среди величайших песен о любви;
- По версии VH1 (2002) песня занимает 18 место среди величайших взлетевших одномоментно хитов;
- По версии VH1 (2007) песня занимает 10 место среди лучших песен 1990-х;
- По версии VH1 (2008) песня занимает 1 место в Топе-50 песен — «разрушителей сердец»;
- По версии VH1 Classic (2009) песня занимает 12 место среди 20 песен-флэшбэков 1990-х;
- Pitchfork Media отводит песне 37 место в числе лучших 200 песен 1990-х
- Time внёс песню в 100 величайших песен всех времён;
- По версии DigitalDreamDoor песня занимает 1 место в десятке лучших песен 1990 года[16];
- По версии DigitalDreamDoor песня занимает 65 место в сотне величайших песен о любви;
- По версии DigitalDreamDoor песня занимает 11 место в сотне лучших рок-песен 1990 года;
- По версии DigitalDreamDoor Шинейд О’Коннор с этой песней занимает 44 место в сотне лучших рок-исполнителей — женщин;
- По версии DigitalDreamDoor песня занимает 850 место в списке песен, которые должен знать каждый рок-фанат;
- По версии DigitalDreamDoor песня входит в число лучших кавер-версий;
- Видеоклип на песню выиграл в номинации «Лучший клип года» MTV Video Music Awards в 1990 году, причём это был первый лучший клип на песню, исполненную женщиной;
- Видеоклип на песню выиграл в номинации «Лучший женский клип года» MTV Video Music Awards в 1990 году;
- Видеоклип на песню выиграл в номинации «Лучший пост-модерн клип года» MTV Video Music Awards в 1990 году
- По версии DigitalDreamsDoor видеоклип занимает 12 место в списке величайших видеоклипов всех времён;